# Georges Michel (piłkarz)
Georges Zenon August Michel (ur. 28 kwietnia 1898 w Halle, zm. 10 czerwca 1928 w Uccle) – belgijski piłkarz grający na pozycji napastnika. Był reprezentantem Belgii.

## Kariera klubowa
W swojej karierze piłkarskiej Michel występował w klubie Léopold FC.

## Kariera reprezentacyjna
W reprezentacji Belgii Michel zadebiutował 9 marca 1919 roku w zremisowanym 2:2 towarzyskim meczu z Francją, rozegranym w Uccle. Był w kadrze Belgii na Igrzyska Olimpijskie w Antwerpii. Zdobył na nich złoty medal, jednak nie rozegrał żadnego spotkania na tym turnieju. Od 1919 do 1922 roku rozegrał 10 meczów i strzelił 3 gole w kadrze narodowej.